# NGC 1709
NGC 1709 = NGC 1717 ist eine linsenförmige Galaxie vom Hubble-Typ SB0 im Sternbild Orion am Himmelsäquator. Sie ist schätzungsweise 207 Millionen Lichtjahre von der Milchstraße entfernt und hat einen Durchmesser von etwa 55.000 Lj.
Im selben Himmelsareal befinden sich u. a. die Galaxien NGC 1713 und NGC 1719.
Das Objekt wurde zunächst am 15. Januar 1849 von dem irischen Astronomen George Johnstone Stoney entdeckt und im NGC-Katalog als Nummer 1717 bezeichnet. Der Katalogeintrag 1709 ist auf den irischen Astronomen R. J. Mitchell, einen Assistenten von William Parsons, zurückzuführen, welcher die Galaxie am 8. Dezember 1854 wiederentdeckte.